# Celina freudei
Celina freudei är en skalbaggsart som beskrevs av Guignot 1957. Celina freudei ingår i släktet Celina och familjen dykare. Inga underarter finns listade i Catalogue of Life.